# ناحية الهويدر
الهويدر هي قرية وناحية تقع شمال شرق مدينة بعقوبة مركز محافظة ديالى شرق العراق، يحدها من الشمال قرية خرنابات و يفصلها عنها نهر ديالى وفي الشرق منها نهر خريسان وتتصل به من خلال مدخلها الوحيد ويحدها من الجنوب والغرب على الضفة الأخرى من نهر ديالى مدينة بعقوبة التي تتبعها الهويدر إداريا ، وهي شبه جزيرة يبلغ طول عنقها نحو ٤٥٠ متر. تبلغ مساحة الهويدر (1200) دونما منها (1000) دونما من البساتين والباقي من المساحة تشغله الدور السكنية، يقدر عدد سكانها 9015 نسمة تقريبا.

## التسمية
حسب فرمان عثماني مؤرخ في 529 للهجرة أي سنة 1551 ميلادية - يحتفظ اهل الهويدر بنسخة منه ان المنطقة كانت تسمى الشريعة البيضاء قبل أن تكنى باسمها الحالي .
يقال أن أصل التسمية الحالية هو (هوا دار) أي ما يعني باللغة بالفارسية الهواء النقي، أو (هواء أيدر) أي ما يعني باللغة التركية، الهواء العذب .
اما مصطفى جواد فيقول حسب رسائل حصل عليها من مكتبة السوربون في فرنسا والمسماة «رسائل ابن الشبرسي» ، إن أصل تسميتها جاء من شخص اسمه (حويدر) تصغيرا لحيدر وقد ذكر ذلك نيبور في رحلته سنة 1766 ميلادية حيث قال .. (لقد عبرنا بمعبر من خان السيد إلى قرية الحويدر) وخان السيد هو خان اللوالوه الحالي .

## التاريخ
تكونت القرية بسبب عوامل الطمي لنهر ديالى بعد أن تغير مجراه ونتيجة من تغيير النهر لمساره تمثل شبه جزيرة بعدما احتضنها النهر من جهات ثلاث لها مدخلا واحدا تحيط به النخيل ، وهي عامرة ببساتين الحمضيات ومزارع الرمان والتمور بأنواعه المختلفة.

## السكان
وفق للفرمان العثماني سجلت هي ومنطقة خرنابات ودكة القاطع (أي ناحية العبارة الحالية) وحد مكسر والدوريين ملكا صرفا باسم القائد العربي رضي الدين بن صدر الدين الشيباني تكريما له من قبل الوالي حسن الطويل نظرا لبلائه الحسن في صد القوات الفارسية التي غزت العراق في تلك الفترة، وتعد الأسرة الشيبانية من أوائل من سكن الهويدر .
وكان في الهويدر دواوين تسمى (الديوخانه) وهي أشبه بالبيوت الثقافية وأشهرها ديوخانة الشيبانية وشارود أفندي وحسين شحاذة وأمين أفندي المجمعي وشاكر القرة غولي، وهذه الديوخانات لم يعد لها وجود الآن ومحلاتها صارت مساكن.

## من أعلامها
- طلعت الشيباني
- عبد الحميد كاظم